# Chyliza maculipleura
Chyliza maculipleura är en tvåvingeart som beskrevs av Shatalkin 1998. Chyliza maculipleura ingår i släktet Chyliza och familjen rotflugor. Inga underarter finns listade i Catalogue of Life.